# Lou-ti
Lou-ti (čínsky pchin-jinem Lóudî, znaky 娄底) je městská prefektura v Čínské lidové republice, kde patří k provincii Chu-nan.
Celá prefektura má rozlohu 8 110 čtverečních kilometrů a žijí v ní necelé čtyři miliony obyvatel.

## Správní členění
Městská prefektura Lou-ti se člení na pět celků okresní úrovně, a sice jeden městský obvod, dva městské okresy a dva okresy.
| Lou-sing okres · Šuang-feng okres · Sin-chua městský okres · Leng-šuej-ťiang městský okres · Lien-jüan |          |                       |             |                                         |
| Název                                                                                                  | Název    | Počet obyvatel (2020) | Rozloha km² | Hustota zalidnění (obyv. na km²) (2020) |
| český přepis                                                                                           | znaky    | Počet obyvatel (2020) | Rozloha km² | Hustota zalidnění (obyv. na km²) (2020) |
| Městský obvod                                                                                          |          |                       |             |                                         |
| Lou-sing                                                                                               | 娄星区   | 752 530               | 625         | 1 205                                   |
| Městské okresy                                                                                         |          |                       |             |                                         |
| Leng-šuej-ťiang                                                                                        | 冷水江市 | 329 912               | 433         | 762                                     |
| Lien-jüan                                                                                              | 涟源市   | 862 099               | 1 807       | 477                                     |
| Okresy                                                                                                 |          |                       |             |                                         |
| Sin-chua                                                                                               | 新化县   | 1 196 538             | 3 643       | 328                                     |
| Šuang-feng                                                                                             | 双峰县   | 685 917               | 1 603       | 428                                     |
| |          |                       |             |                                         |
| Celkem                                                                                                 | Celkem   | 3 826 996             | 8 110       | 472                                     |